# New Ross
New Ross (iriska: Ros Mhic Thriúin) är ett mindre samhälle i grevskapet Wexford i Republiken Irland på den sydöstra delen av ön. New Ross har cirka 6 000 invånare.